# Podalonia sonorensis
Podalonia sonorensis är en biart som först beskrevs av Cameron 1888.  Podalonia sonorensis ingår i släktet Podalonia och familjen grävsteklar. Inga underarter finns listade i Catalogue of Life.